# Boubacar Traoré (militaire)
Pour les articles homonymes, voir Boubacar Traoré (homonymie) et Traoré.
Boubacar Traoré, né le 15 juillet 1913 à Mao (Tchad) et mort le 3 septembre 1974, est un militaire malien. Il sert d'abord dans l'armée française avant d'être rappelé au service après l'indépendance du Mali.

## Biographie
Boubacar Traoré naît le 15 juillet 1913 au Tchad où son père sert dans l'armée coloniale. Boubacar Traoré étudie à l'école des enfants de troupe de Kati (actuel Prytanée militaire de Kati) à partir de 1925.
Il entre en 1932 dans l'armée française et rejoint le 5e régiment de tirailleurs sénégalais stationné au Maroc. Il est nommé caporal dès 1933 puis sergent en 1937.
Major de sa promotion, il devient sous-lieutenant le 25 septembre 1948 et sert pendant la Guerre d'Indochine. Il retourne en Indochine en 1956 et il est nommé capitaine pendant ce séjour. Il revient au Soudan français et est affecté au bataillon sahélien de l'Ouest. En avril 1959, il est envoyé en Algérie puis part à la retraite le 1er janvier 1960.
À l'indépendance du Mali, il est rappelé au service. Il prend le commandant du corps des gardes républicains, séparés de la gendarmerie le 1er septembre 1960. Il est nommé commandant en 1961 puis lieutenant-colonel en 1964.

## Distinction
Boubacar Traoré a reçu, entre autres, les distinctions suivantes :
- chevalier de la Légion d'honneur
- officier de l'Ordre national du Sénégal
- Croix de la Valeur militaire
- Médaille coloniale
- Ordre de l'Étoile noire

## Famille
Marié à Djibé Coulibaly, il est le père de cinq filles et deux garçons, dont Dioncounda Traoré, président par intérim du Mali en 2012-2013.